# Donte DiVincenzo
Donte DiVincenzo, född 31 januari 1997 i Newark i Delaware, är en amerikansk professionell basketspelare (SG) som spelar för Minnesota Timberwolves i National Basketball Association (NBA). Han har tidigare spelat för Milwaukee Bucks, Sacramento Kings, Golden State Warriors och New York Knicks.
DiVincenzo draftades av Milwaukee Bucks i första rundan i 2018 års draft som 17:e spelare totalt.
Innan han blev proffs studerade DiVincenzo på Villanova University och spelade för deras idrottsförening Villanova Wildcats.